# シャイニングマンデー
シャイニングマンデーは、月曜日の午前中を休みにするという制度。日本の広告代理店マンが考案した。公明党がこの制度を評価採用し2016年7月の参議院選挙の際「月曜午前半休の推進」としてマニフェストに載せ、更に2017年10月の衆議院選挙では、国会質疑等で使われていたシャイニングマンデーの名前を仮称として、この制度の普及促進をマニフェストに載せている。
月曜午前中を休みにすることにより、働き方改革として労働者の週末の疲労と週明けの憂鬱感を解消する狙いと、日曜夜の活性化や週末レジャーの幅を広げることによる経済波及効果を狙ったもの。
| サブスタブ | この項目は、まだ閲覧者の調べものの参照としては役立たない、書きかけの項目です。この項目を加筆・訂正などしてくださる協力者を求めています。このテンプレートは分野別のサブスタブテンプレートやスタブテンプレート（Wikipedia:分野別のスタブテンプレート参照）に変更することが望まれています。 |